# لائورو گادزولو
لائورو گادزولو (ایتالیایی: Lauro Gazzolo؛ ‏ ۱۵ اکتبر ۱۹۰۰ – ۲ اکتبر ۱۹۷۰) هنرپیشه و صداپیشه اهل ایتالیا بود.
از فیلم‌هایی که وی در آن نقش داشته‌است، می‌توان به جحا، ورای عشق، مؤسسه ریکوردی، چهار قدم در ابرها، کاراواجو، ترانه بهار، نامزدشده، میخانه سرخ، عاشقان پیشین، شام دلقک، کاستا دیوا، نغمه‌های جاویدان و اتصال کوتاه اشاره کرد.